# Matthodon
Matthodon is een geslacht van uitgestorven roofzoogdieren uit de onderfamilie Proviverrinae van de Hyaenodontidae dat tijdens het Eoceen in Europa leefde.

## Fossiele vondsten
Fossielen van Matthodon zijn gevonden in het bekken van Parijs in Frankrijk en het Geiseldal in Duitsland. De vondsten dateren uit de European land mammal ages Grauvian en Geiseltalian.

## Ontwikkeling
Tijdens het eerste deel van het Eoceen waren de hyaenodonten uit de Proviverrinae beperkt tot het zuidwesten van Europa. Na het uitsterven van de andere groepen creodonten zoals de Oxyaenidae en hyaenodonten zoals Arfia, Prototomus en Galecyon in het noordwesten van Europa, verspreidden de hyaenodonten uit de Proviverrinae zich over geheel westelijk Europa. Ze waren vervolgens de belangrijkste roofzoogdieren op het continent. Er was een grote variatie in ecologie en formaat. Matthodon was een van de nieuwe Europese hyaenodonten die zich in deze periode ontwikkelden. In de loop van het Eoceen ontstonden grotere soorten. Matthodon menui (circa 12 kg) uit het Grauvian werd opgevolgd door M. tritens (circa 19 kg) uit het Geiseltalian. 

## Kenmerken
Matthodon was een carnivoor. Het had een gebit dat vergelijkbaar is met dat van een gestreepte hyena en Matthodon kan beschouwd worden als de vervanger van de bottenbrekende Palaeonictis uit het Vroeg-Eoceen. 